# Bagnoli
Bagnoli és un barri inclòs en la municipalitat 10 de la ciutat de Nàpols (estat italià), junt amb Fuorigrotta. Limita al nord amb el municipi de Pozzuoli i el barri de Pianura, al sud amb Posillipo, a l'oest amb el golf de Pozzuoli i a l'est amb Fuorigrotta. El barri comprén l'illa de Nesis i forma part dels Camps Flegreus, caracteritzats per la seua naturalesa volcànica.
Té una superfície de 7,96 km² i 24.671 habitants.

## Etimologia i història

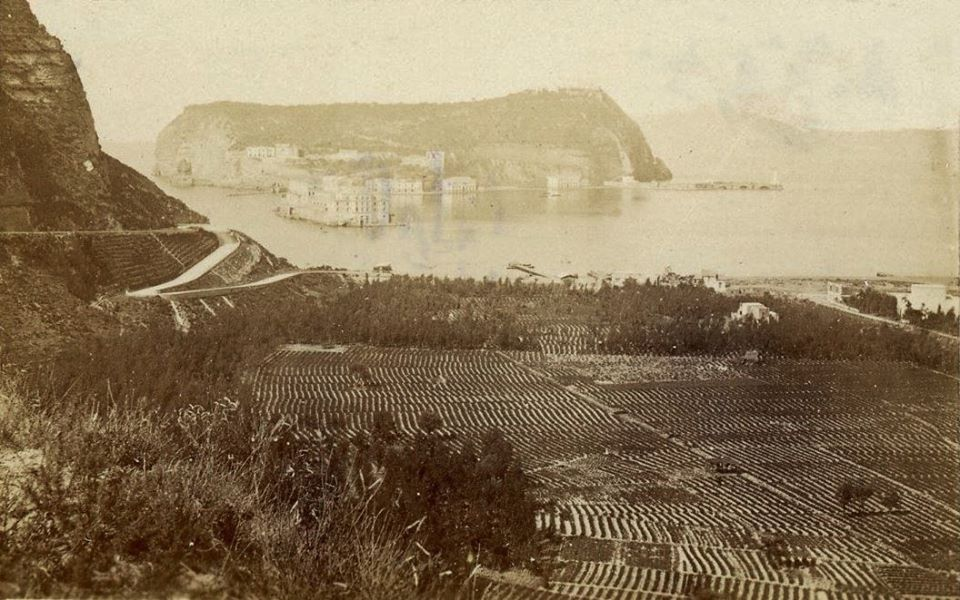
Bagnoli i l'illa de Nesis en una foto de Giorgio Sommer, ca. 1875

El nom Bagnoli deriva probablement del llatí balneolis, ja que, abans de la instal·lació de fàbriques, contenia diverses fonts termals. Més tard, esdevingué una zona industrial important del Mezzogiorno, i era seu de les acereries d'Ilva (ex-Italsider), en activitat des de la primeria del segle XX fins als anys 1990. La industrialització canvià profundament el paisatge urbà del barri, sobretot després de guanyar terra a la mar, que va modificar la línia de la costa.

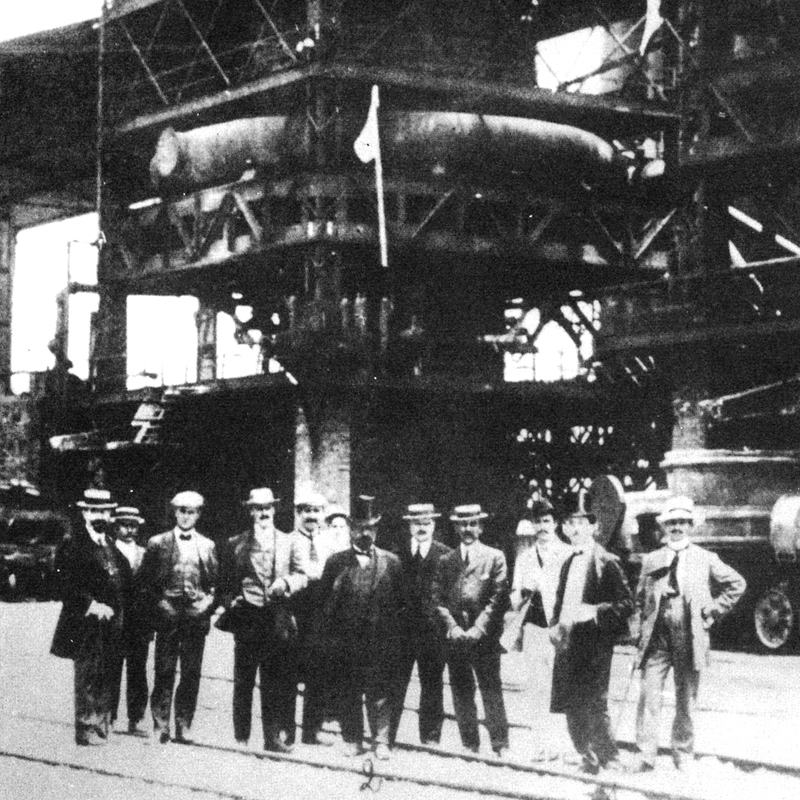
Inauguració de les acereries Ilva, al 1910

Del 4 d'abril de 1954 al 3 de desembre de 2012fou seu de la caserna general de l'Allied Forces Southern Europe, una de les més grans bases de l'OTAN a l'estat italià (després traslladada a Giugliano amb el nom d'Allied Joint Force Command Naples).
Després del desmantellament de les instal·lacions industrials, Bagnoli ha esdevingut un barri d'oci, amb moltes discoteques, situades a la platja o a l'interior, a més de bars, restaurants en terrasses amb vista al mar, etc.
L'antiga seu de les acereries Italsider s'ha fet servir per a diverses edicions del Neapolis Festival, un festival anual de música que ha ofert actuacions d'artistes com a R.E.M., Jethro Tull, The Cure, Patti Smith, Peter Gabriel, David Bowie i molts altres.

## Monuments i llocs d'interés
- Illa de Nesis, connectada amb la terra per un pont;[5]
- Termes d'Agnano, de l'època romana, que utilitzen l'aigua tèbia i sulfurosa del volcà adormit d'Agnano;[6]
- Gruta de Sejà, una cova romana excavada en el tuf volcànic del turó de Posillipo, que connecta Bagnoli amb la badia de Trentaremi, on hi ha les restes arqueològiques de la Vil·la Imperial de Pausilypon;[7]
- la Ciutat de la Ciència (Città della scienza), el principal museu interactiu de divulgació científica italià, situat en una antiga fàbrica;[8]
- el Museu del Mar de Nàpols, que alberga una bona col·lecció de models navals, articles nàutics, objectes històrics i una biblioteca amb texts antics i revistes;[9]
- l'hipòdrom d'Agnano, el més gran d'Itàlia i un dels més antics, seu del Gran Premi Lotteria di Agnano, Gran Premi Freccia d'Europa i Gran Premi Città di Napoli;[10]
- el Pontile di Bagnoli, el moll nord de les antigues acereries Italsider, restaurat al 2006 i convertit en el "passeig en el mar" més llarg d'Europa, amb més de 900 m de longitud;[11]
- mirador de Via Coroglio, amb vista al cap Miseno, Bacoli, Pozzuoli, Monte di Procida i les illes d'Ischia i Procida.
- esglésies de Maria Santissima Desolata[12] i de San Pasquale.
- Porta del Parc, que inclou una àrea d'exhibició, un centre de conferències, gimnàs, piscines, etc.[13]

## Educació
El barri té una seu de la Facultat d'Enginyeria de la Universitat de Nàpols Frederic II a Via Nuova Agnano.

## Galeria d'imatges

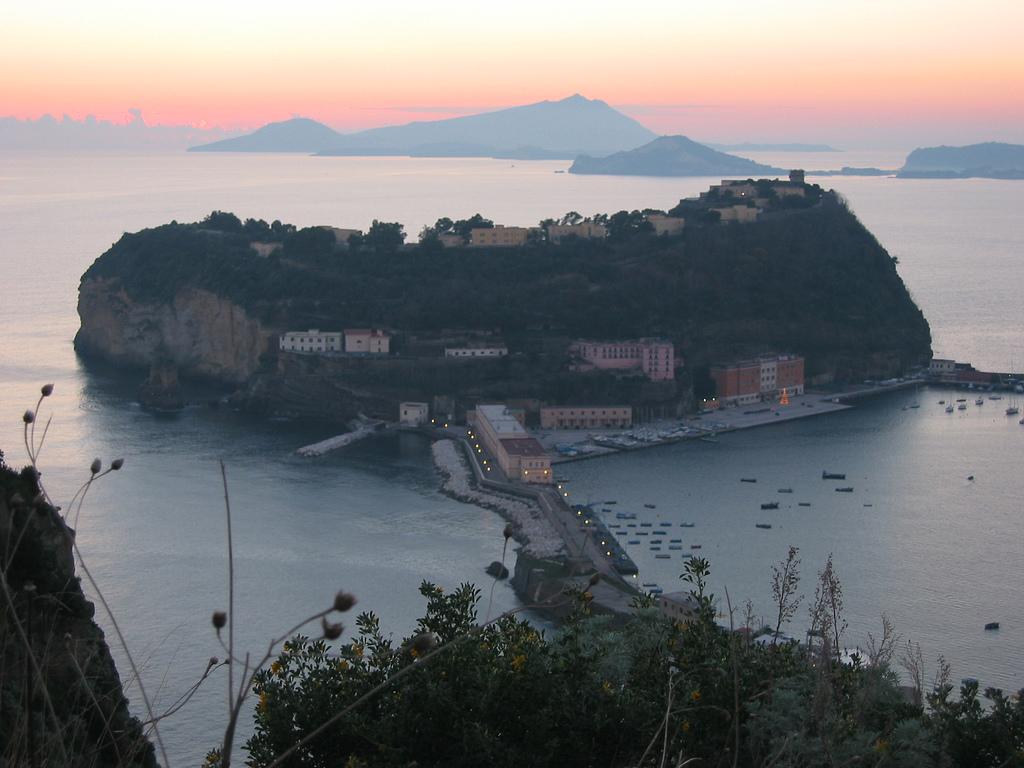
L'illa de Nesis
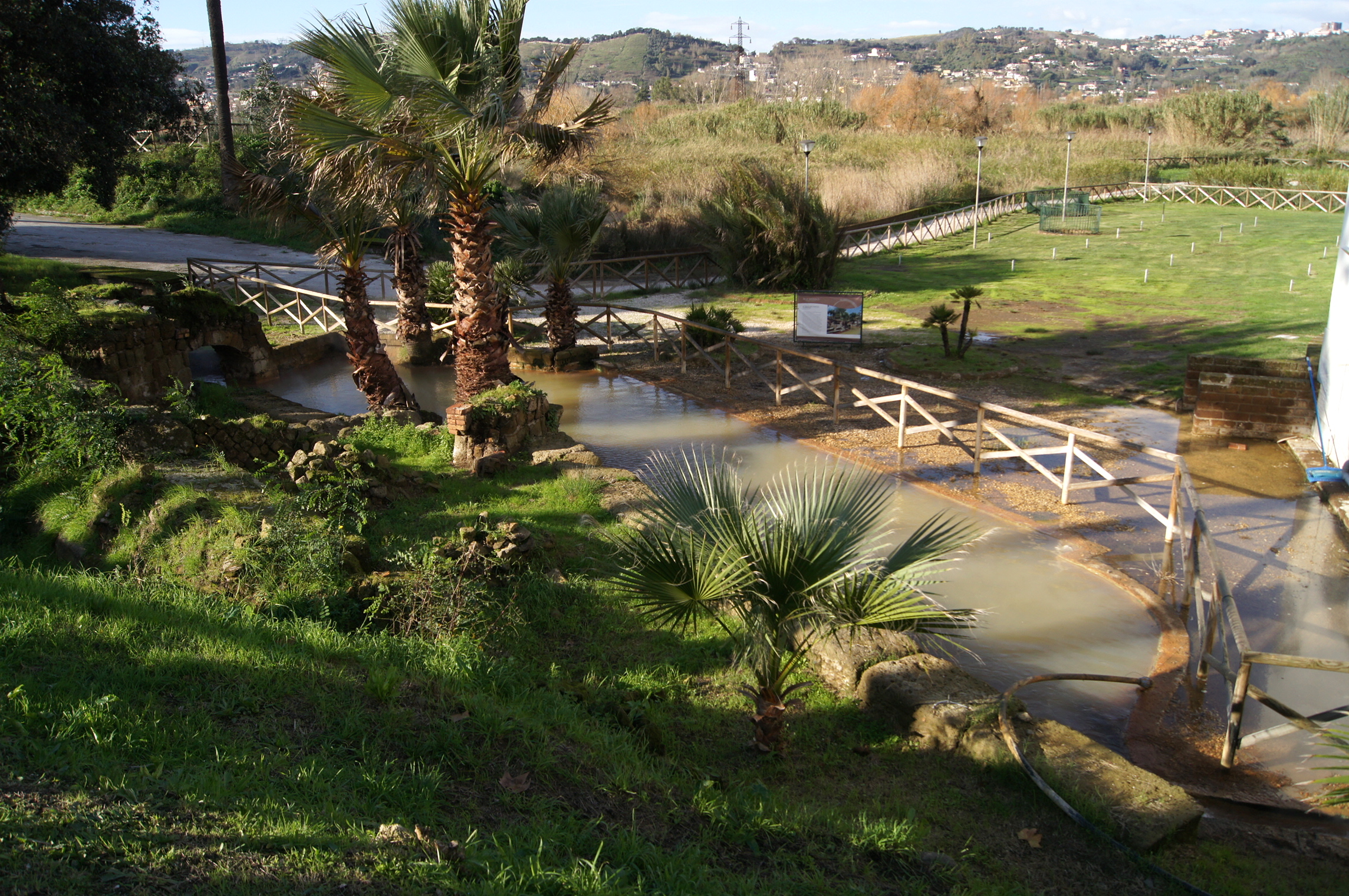
Termes romanes d'Agnano
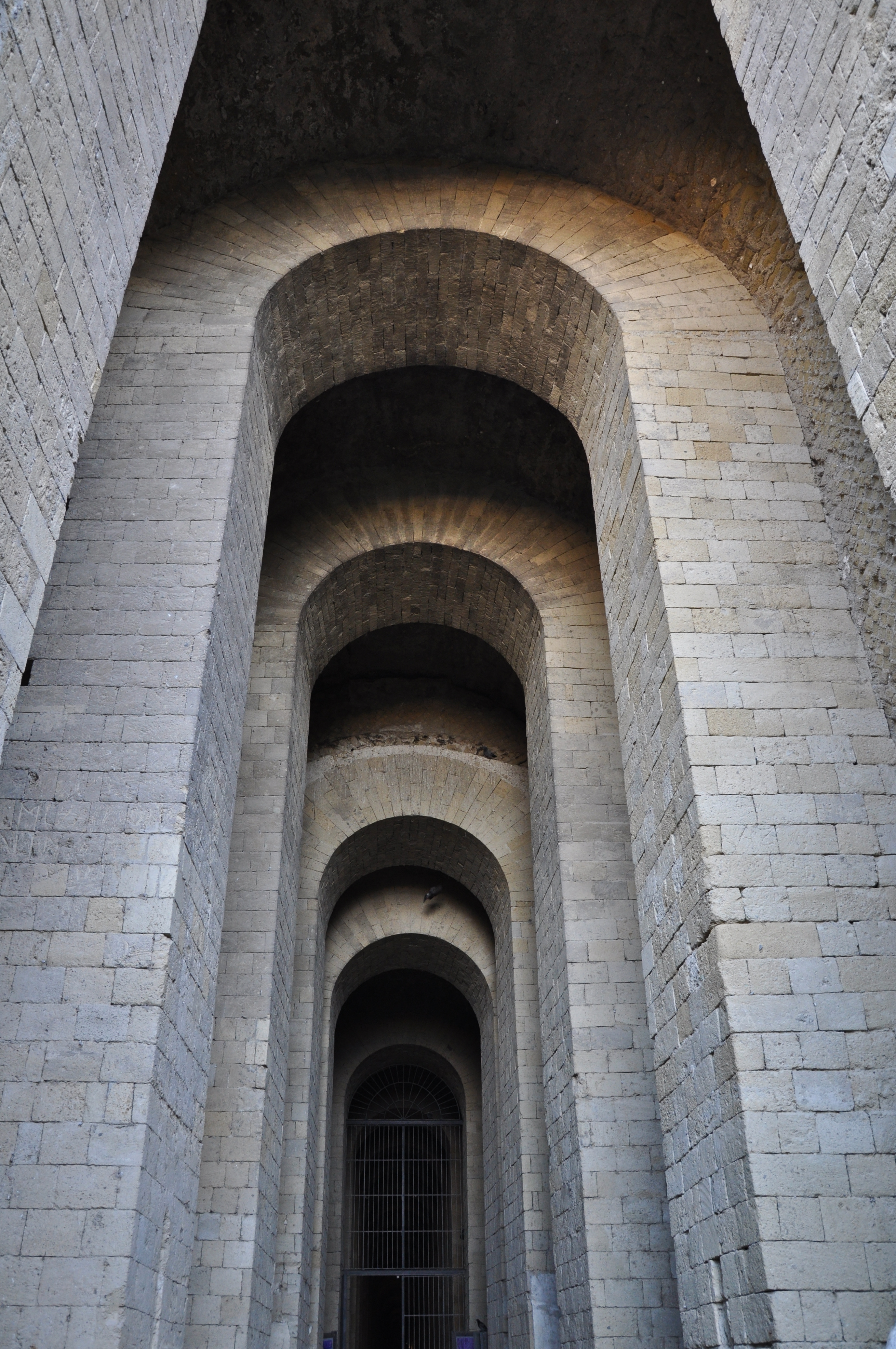
Gruta de Sejà
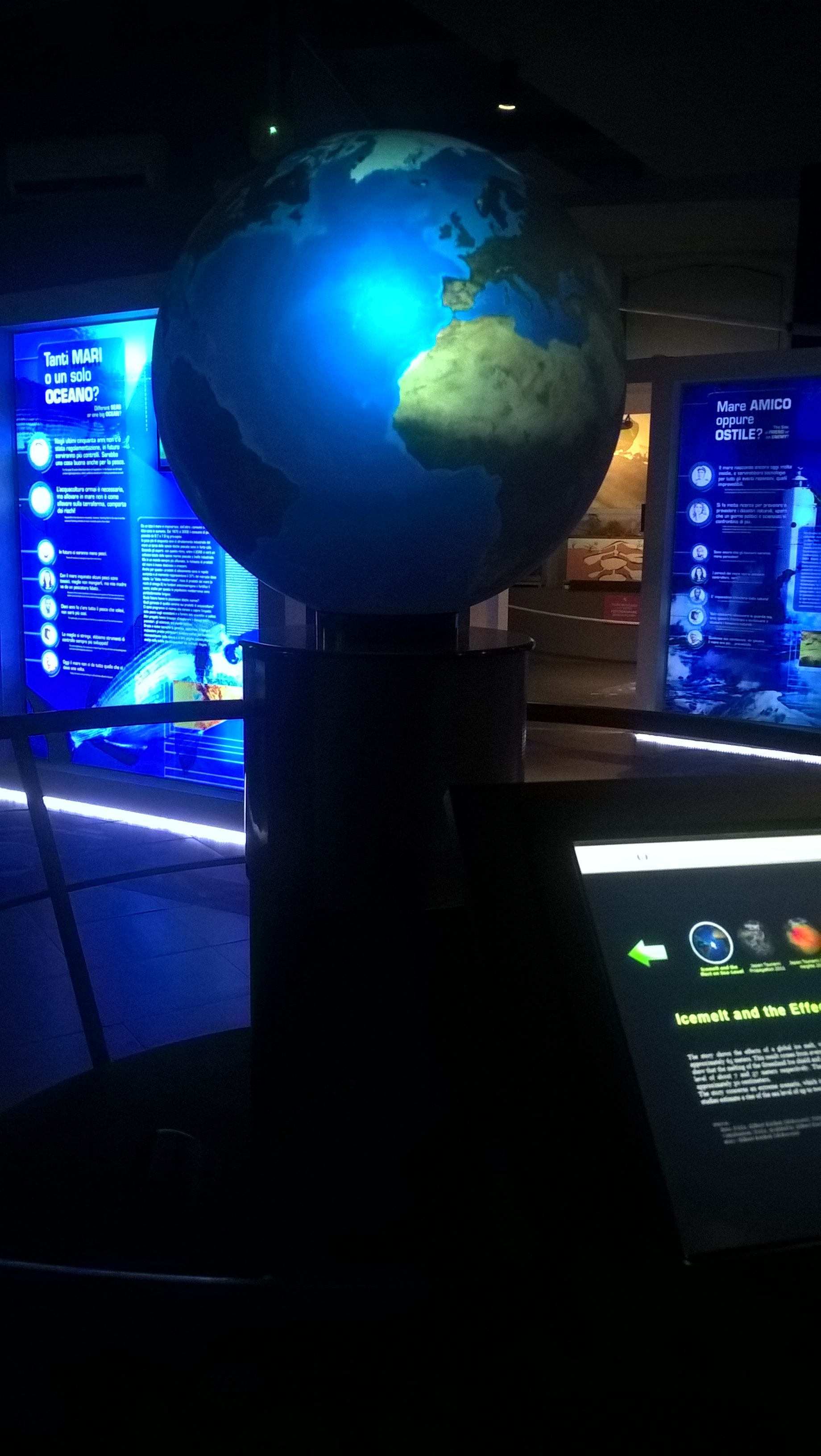
Ciutat de la Ciència
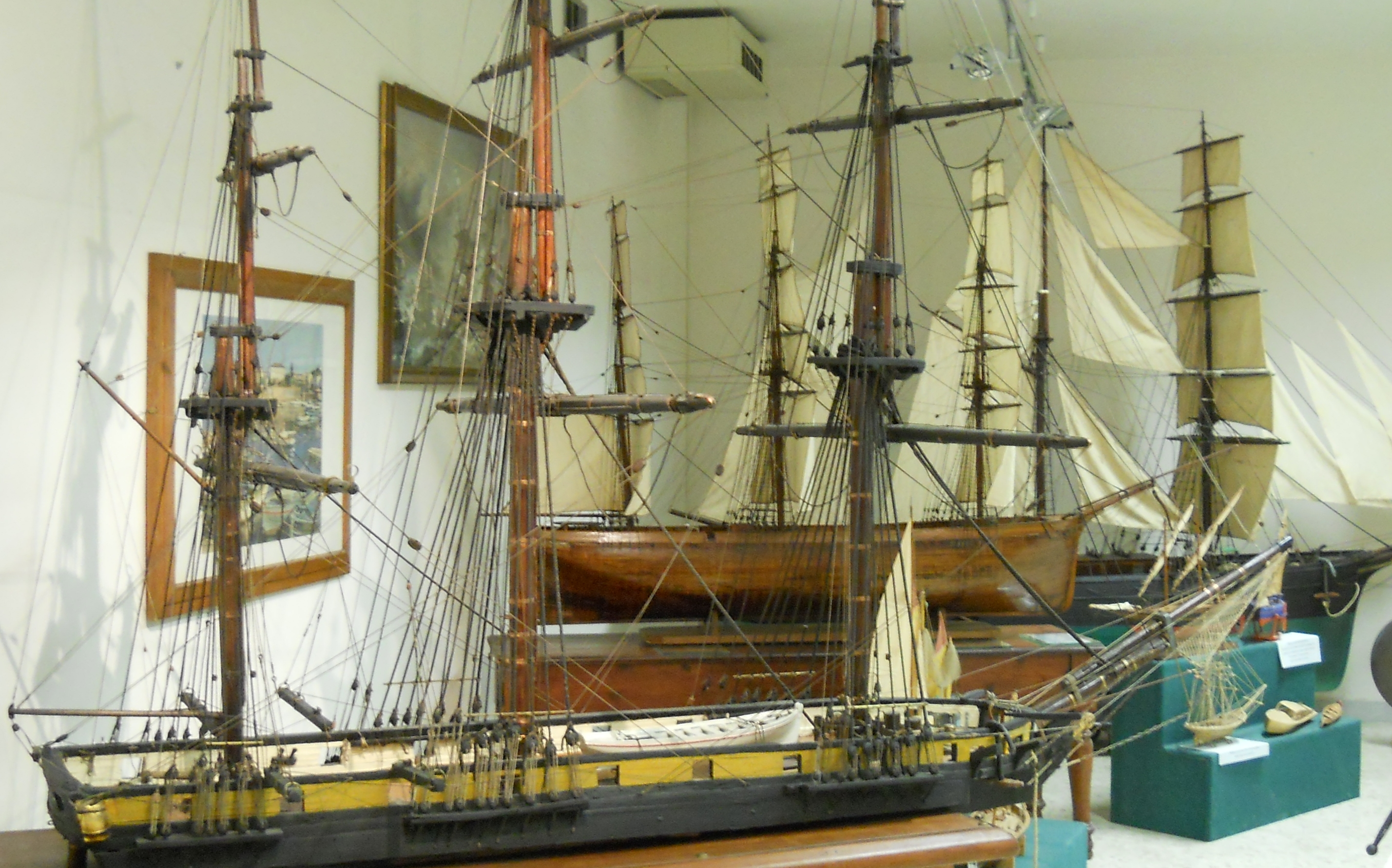
Museu del Mar de Nápols
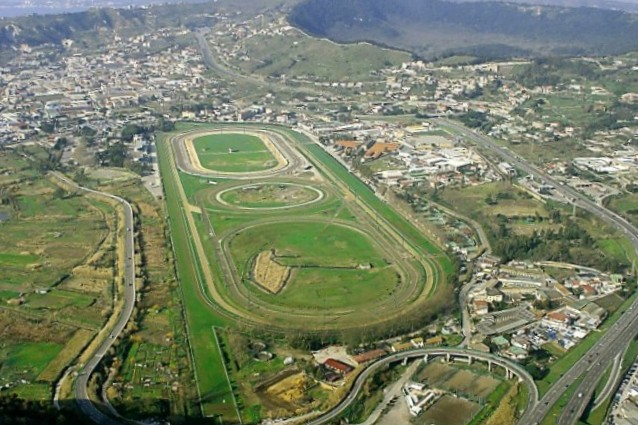
Hipòdrom d'Agnano
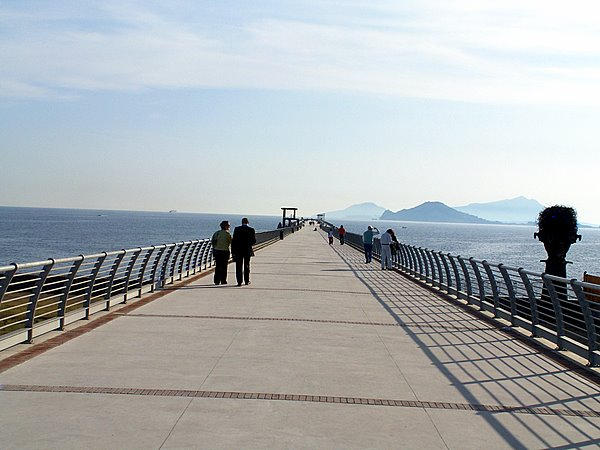
Pontile di Bagnoli
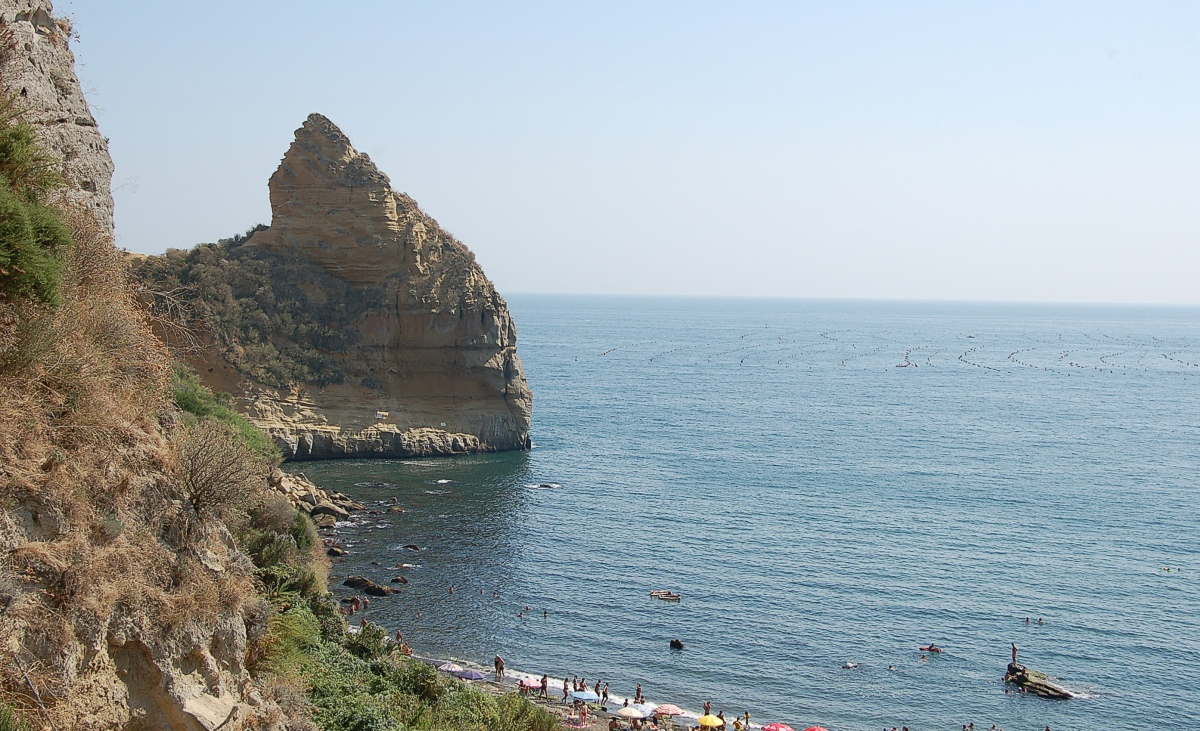
Coroglio
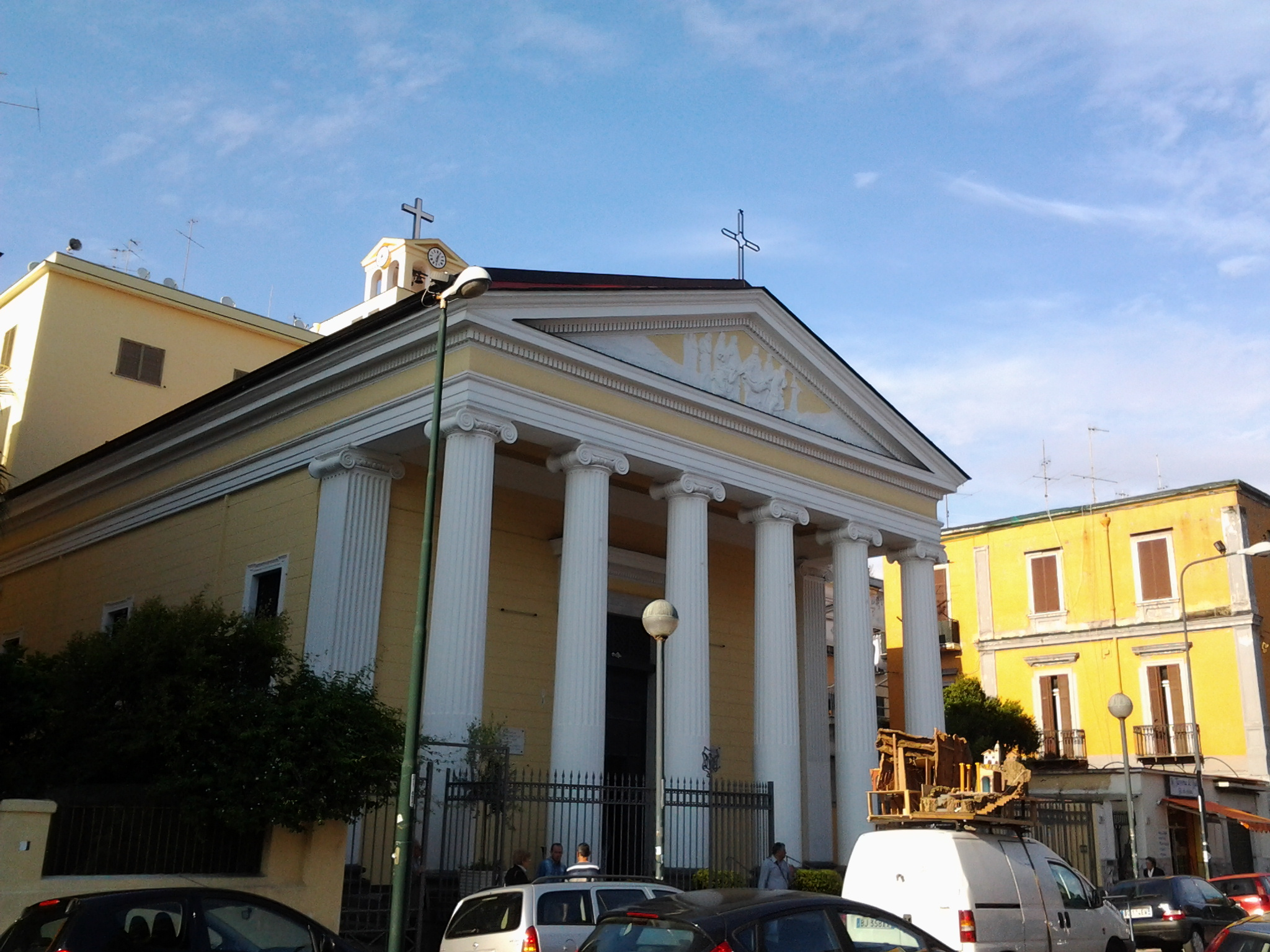
Església de Maria Santissima Desolata
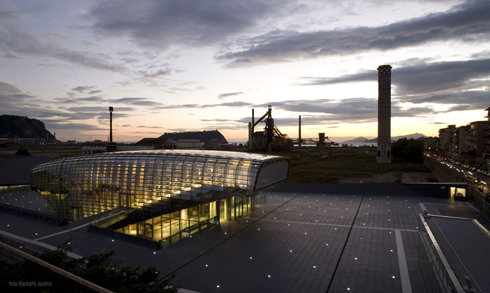
Porta del Parc
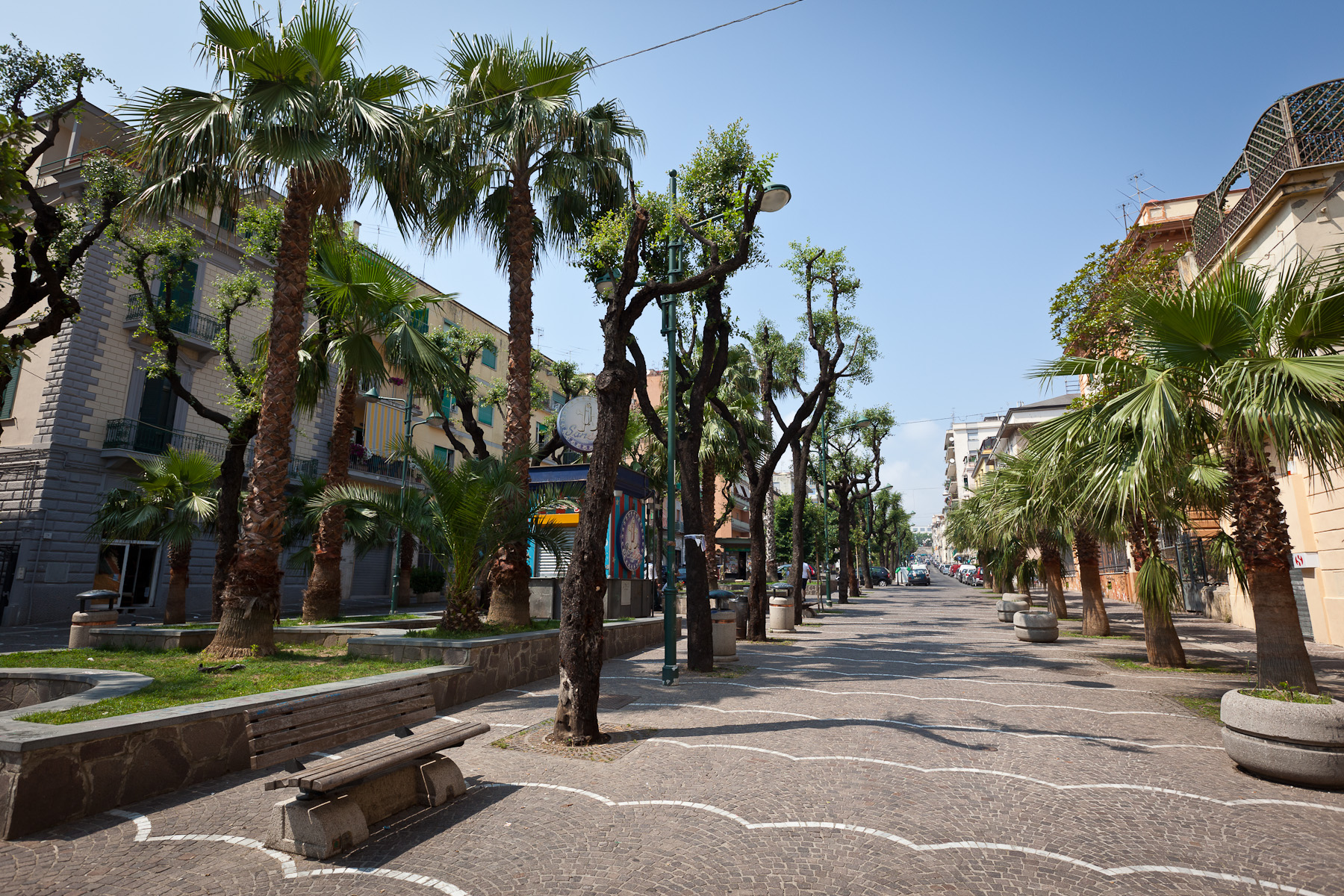
Campi Flegrei